# Anthaxia exhumata
Anthaxia exhumata es una especie de escarabajo del género Anthaxia, familia Buprestidae. Fue descrita científicamente por Wickham en 1913.